# 罗什波勒
罗什波勒（法語：Rochepaule，法語發音：[ʁɔʃpol]）是法国阿尔代什省的一个市镇，属于罗讷河畔图尔农区。

## 地理
罗什波勒（45°4'36"N, 4°27'21"E）面积33.34 平方千米，位于法国奥弗涅-罗讷-阿尔卑斯大区阿尔代什省，该省份为法国东南部内陆省份，北起顺时针与卢瓦尔省、伊泽尔省、德龙省、沃克吕兹省、加尔省、洛泽尔省和上盧瓦爾省接壤。
与罗什波勒接壤的市镇（或旧市镇、城区）包括：德韦塞、拉法尔、拉卢韦斯克、维瓦赖地区圣安德烈、圣热尔当多尔、杜河畔圣皮埃尔、圣博内勒弗鲁瓦。

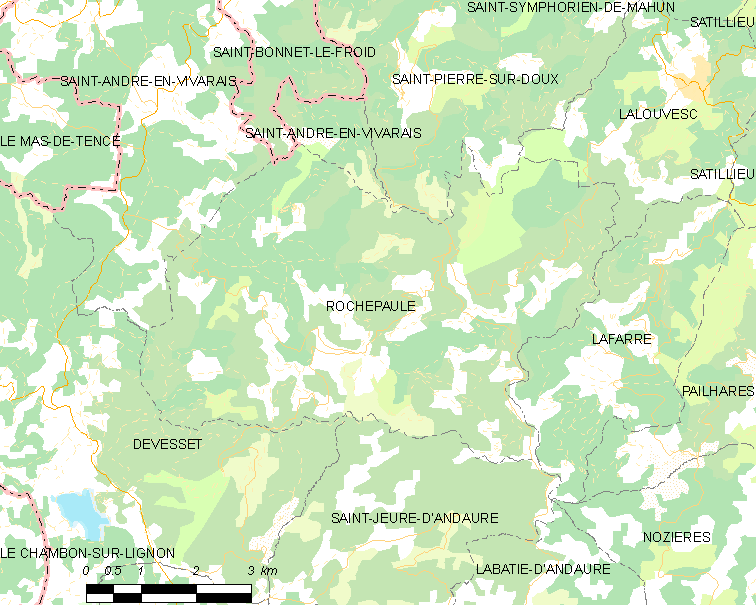
罗什波勒的OSM定位图

罗什波勒的时区为UTC+01:00、UTC+02:00（夏令时）。

## 行政
罗什波勒的邮政编码为07320，INSEE市镇编码为07192。

## 政治
罗什波勒所属的省级选区为上埃里约县。

## 人口

1962-2008年间罗什波勒人口变化图示

罗什波勒于2022年1月1日时的人口数量为238人。